# 大伴継人
大伴 継人（おおとも の つぐひと）は、奈良時代後期の貴族。左大弁・大伴古麻呂の子。官位は従五位下・左少弁、贈正五位上。

## 経歴
父・古麻呂が天平勝宝7歳（749年）8月に善戒経と優婆塞戒経を東大寺に返却した際に使者として登場する「大伴継仁」は継人のことと推定されている（「正倉院文書」『大日本古文書』巻13・P154.）。
その後、天平宝字元年（757年）に発生した橘奈良麻呂の乱で父・古麻呂が処刑されている。
宝亀8年（777年）6月に遣唐判官として渡海、翌宝亀9年（778年）3月には皇帝の代宗への拝謁を果たす。同年9月に第一船に乗船して帰国の途に就くが、船は海上で風浪を受けて中央から真っ二つに分断して難破してしまう。大使・小野石根や唐使・趙宝英らが遭難する中、継人は入唐大使・藤原河清の娘・喜娘ら40数名と共に方一丈（約3㎡）の舳先に辛うじてしがみつき、何とか肥前国天草郡西仲嶋（現在の鹿児島県出水郡長島）に漂着する。同年11月に平城京に戻り復命を果たした。
宝亀10年（779年）4月に先の遣唐使節に対する叙位が行われ、継人は従六位上から三階昇進し、同じ判官であった小野滋野と共に従五位下に叙爵した。その後、同年9月能登守、宝亀11年（780年）伯耆守、天応元年（781年）近江介と光仁朝末から桓武朝初頭にかけて地方官を歴任した。また、この間の天応元年（781年）4月に光仁天皇が危篤に陥った際には美濃国不破関の固関使を務めている。延暦2年（783年）左少弁に任ぜられて京官に遷る。
延暦4年（785年）桓武天皇の行幸中に長岡京にて藤原種継が暗殺されると、主謀者として兄弟の大伴竹良と共に捕らえられ処刑された。子の国道も縁坐して佐渡国への流罪となった（藤原種継暗殺事件）。
死後の延暦25年（806年）罪を赦され、正五位上の位階を贈られている。

## 官歴
『六国史』による。
- 時期不詳：従六位上
- 宝亀6年（775年） 6月19日：遣唐判官
- 宝亀10年（779年） 4月21日：従五位下（越階）。9月28日：能登守
- 宝亀11年（780年） 3月17日：伯耆守
- 天応元年（781年） 5月25日：近江介
- 延暦2年（783年） 4月26日：左少弁
- 延暦4年（785年） 9月24日：斬刑[4]
- 延暦25年（806年） 3月17日：贈正五位上

## 系譜
- 父：大伴古麻呂[5]
- 母：不詳
- 生母不明の子女
  - 男子：伴山道[6]
  - 男子：伴国道[7]（768-828）